# 李安 (赵郡公)
李安（?—?），字玄德，隴西郡狄道县人，北周朔燕恒三州刺史、襄武县公李蔚的儿子，北周、隋朝武将。
北周天和年間、初任右侍上士，嗣爵襄武县公位。受位儀同、少師右上士。580年，楊堅为丞相，召李安为職方中大夫。李安四伯父梁州刺史李璋与北周趙王宇文招计划殺害楊堅，李安之弟李悊告密。趙王宇文招被杀，李安兄弟受褒賞，李安謝絶，为伯父家人求情。楊堅将罪只追究李璋一身、李璋之子仍为後嗣。李安受開府儀同三司、趙郡公。
581年，隋朝建国，李安任内史侍郎、尚書左丞、黄門侍郎。征伐南朝陳，在楊素属下为司馬、兼行軍总管，率蜀兵沿長江東下。陳軍駐屯白沙。李安諸将夜襲陳軍，击破陳軍。進位上大将軍、郢州刺史。数日後，为邓州刺史。李安后转任左領左右将軍、右領軍大将軍。弟李悊负责禁衛，文帝楊堅非常信赖。588年，突厥入侵隋，李安为行軍总管，在楊素属下討突厥。別道出長川，突厥軍渡河时被击破。601年，出任寧州刺史。
進位柱国，患水腫，病逝。享年53岁。谥号怀。唐朝建国后，追封西平王。

## 子女
- 李瓊（嗣西平王）
- 李璡（霍山郡王）
- 李琛（襄武郡王）
- 李孝恭（河間元王）
- 李瑊（济北郡王）
- 李瓌（漢陽郡王）

## 延伸阅读
[在维基数据编辑]
 《北史·卷075》，出自李延壽《北史》
 《隋書·卷50》，出自魏徵《隋书》